# Мурмиллон

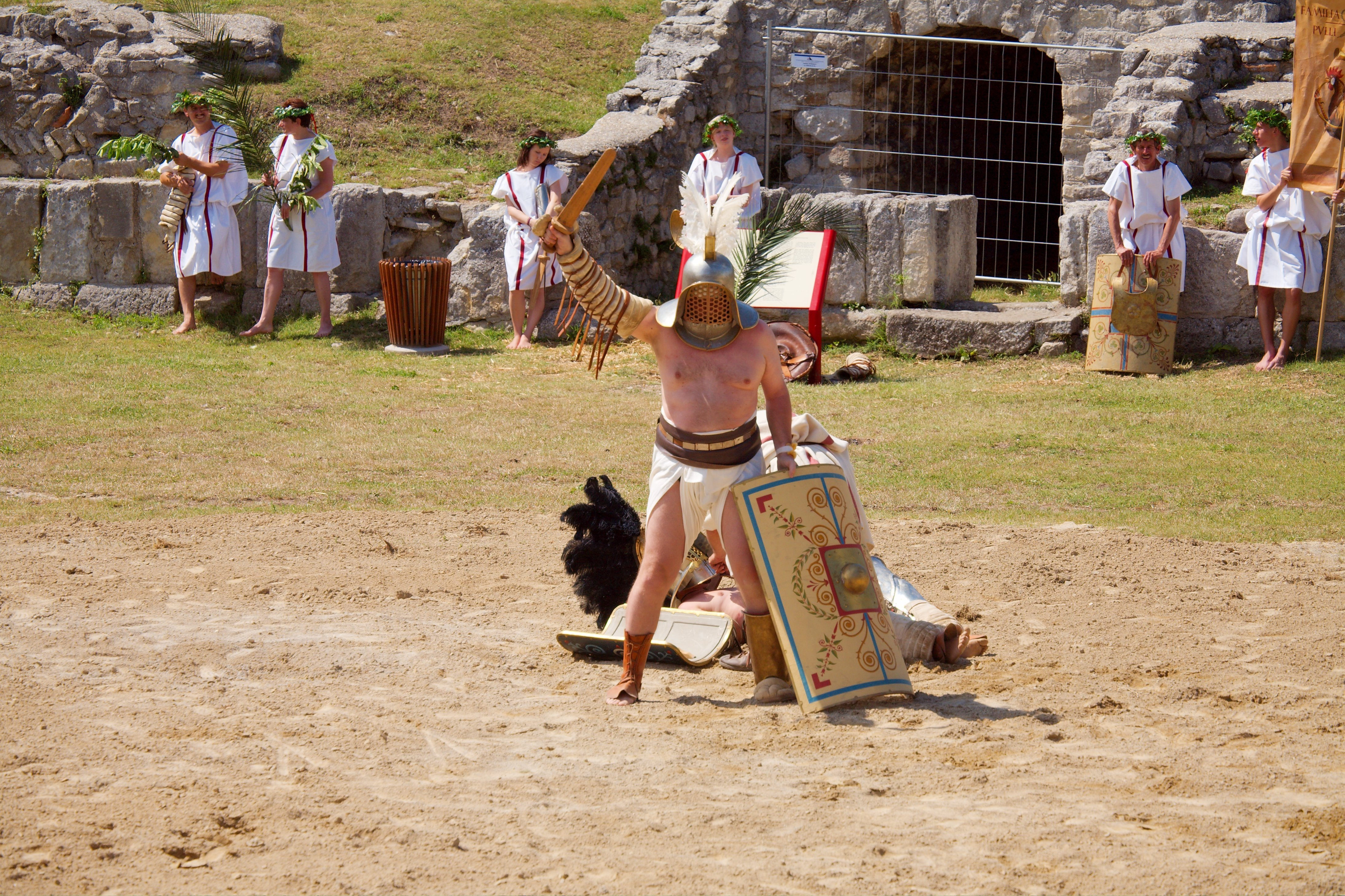
Реконструкция боя фракийца и мурмиллона

Мурмиллон (лат. murmillo, myrmillo, mirmillo, mormillo от murma — «морская рыба, пойманная в сети»; также Мирмиллон) — вид гладиатора в Древнем Риме.
Относился к хорошо вооружённым гладиаторам: располагал гладиусом (40—50 см в длину) и большим прямоугольным щитом (скутум, scutum) римских легионеров. Мурмиллоны носили беотийский шлем со стилизованной рыбой на гребне, доспех для предплечья (маника, manica) на правой руке, набедренную повязку (subligaculum) и пояс (balteus или cingulum), поножу на правой ноге, толстые обмотки, закрывающие верх ступни (ocrea), и короткие латы.
Основным противником мурмиллонов были фракийцы, ретиарии (об этом свидетельствуют немногочисленные источники), иногда также они выступали против гопломахов (чаще всего на западе Римской империи). Есть надпись, согласно которой мурмиллон сражался с провокаторами.
Такое же снаряжение и одежду, за исключением другого типа шлема, носили и секуторы. Масса снаряжения составляла 15—18 кг:156. В ранний период империи чаще всего проводились поединки мурмиллона с фракийцем, со II века более популярными стали бои секутора и ретиария:157.
Мурмиллонов часто называли галлами, а их вооружение — галльским, так как этот вид гладиатора исторически представляли пленённые бойцы из Галлии.
Император Домициан (81—96 гг. н. э.), в отличие от своего брата и предшественника Тита ( 79—81 гг. н. э.), предпочитавшего фракийцев,  был столь ярым приверженцем мурмиллонов, что эта почти болезненная любовь выразилась однажды в кровавой мести одному из болельщиков партии фракийцев. Светоний так описывает этот случай:
«Отца семейства, который сказал, что гладиатор-фракиец не уступит противнику, а уступит распорядителю игр» (а им являлся сам Домициан), «он приказал вытащить на арену и бросить собакам, выставив надпись: „Щитоносец — за дерзкий язык“».